# Rosa (símbol)

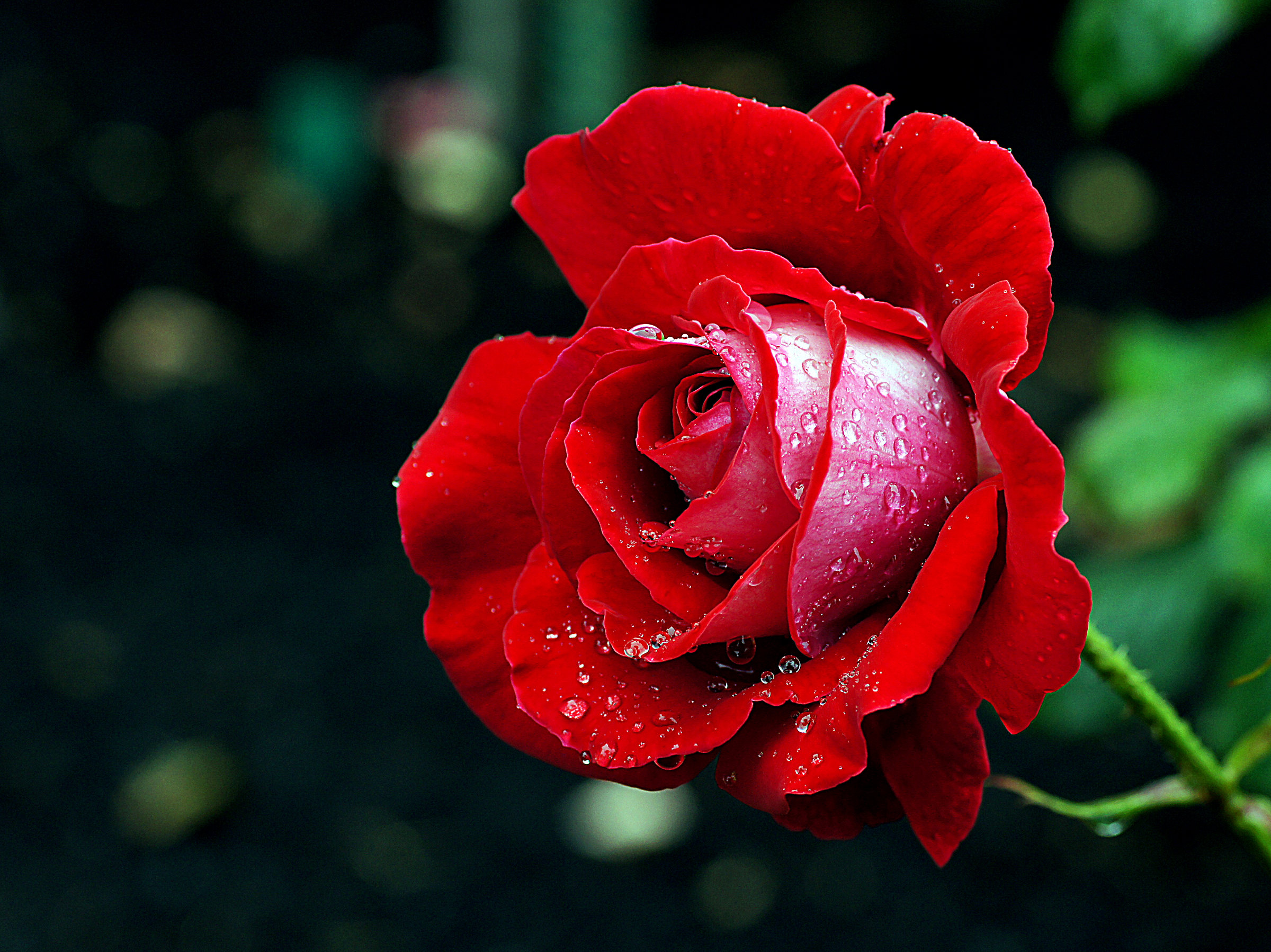
Rosa vermella

 En la iconografia occidental, la Rosa, tant per la seva bellesa com per la seva aroma embriagadora, ha estat la flor més emprada com a símbol a Occident, on ha realitzat un paper anàleg al que té la flor del Lotus a l'Orient.
Malgrat que segons es tracti de roses blanques o vermelles, que estigui representada amb un nombre de pètals o un altre, o inclús segons el material de que estigui feta, (la rosa d'or del culte catòlic per exemple) pot variar el seu sentit general, “la rosa única és, essencialment, un símbol de finalitat, d'assoliment absolut i de perfecció. Per això pot tenir totes les identificacions que coincideixen amb aquest significat, com a centre místic, cor, jardí d'Eros, paradís de Dante, dona estimada...”
Donada la polivalència de sentits pròpia dels símbols, segons hom consideri un objecte simbòlic sota un o altre aspecte, aquest pot desplegar una significació diferent. (Sense oblidar que aquesta multiplicitat no és mai caòtica, ja que els diversos sentits es disposen al llarg d'un ritme comú que caracteritza l'objecte simbòlic, quan el sentit és únic i fixat ja estem parlant d'una al·legoria)
Així, per la seva simetria axial, la Rosa és converteix en mandala (paraula d'origen sànscrit que significa cercle) i pot ser considerada com un símbol del centre de l'existència radiant la creació; recollint d'aquesta forma alguns dels significats simbòlics de la roda però afegint-li les connotacions de vida i bellesa. De la fusió d'aquests dos símbols: Rosa i Roda, deriven per exemple les rosasses de les esglésies romàniques i gòtiques, que simbolitzen tant l'entrada de l'influx diví en la creació (l'antic oculus dels temples romans que també es pot veure a les primeres esglésies romàniques) com la irradiació des del centre immòbil (Déu) dels diversos ordres de la creació.

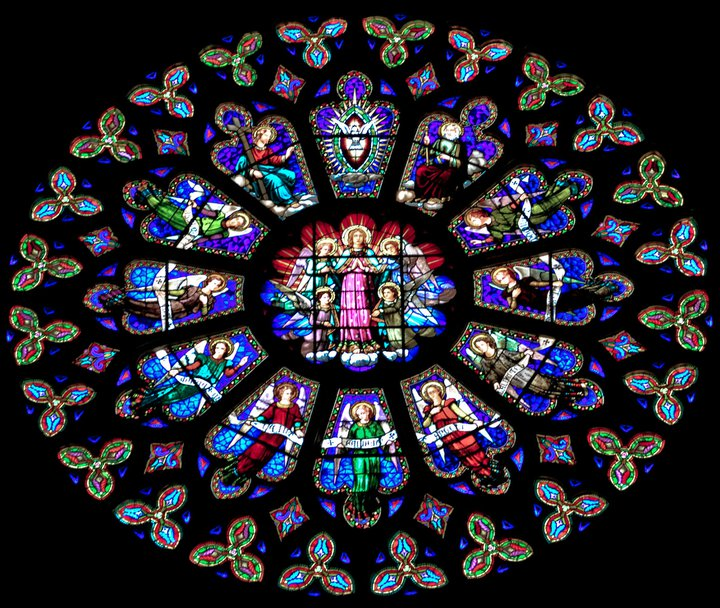
Rosassa de la Seu d'Urgell

Pel seu obrir-se desplegant els seus pètals a la llum, tot sorgint de la foscor de la terra perfecte i sense màcula, simbolitza també la creació mateixa. En aquest aspecte el Lotus potser s'adapta més estretament a aquest simbolisme cosmogònic, ja que té la propietat d'emergir, també immaculat, sobre les aigües, que representen simbòlicament les aigües primordials que segons les cosmogonies orientals existien abans de la creació de les formes.
Per la seva disposició vertical cap al cel, i la seva similitud formal amb un receptacle, adopta sovint els atributs simbòlics de la copa sagrada, el Sant Greal, al que sovint substitueix, i també del cor, en particular del Sagrat Cor de Jesús. La rosa és, en la iconografia cristiana, bé la copa que recull la sang de Crist, bé la transfiguració de les gotes d'aquesta sang, o bé el símbol de les nafres de Crist.
D'aquest sentit de receptacle sagrat també deriva la seva associació a la Verge, “la Rosa Mystica” de les lletanies, en la que s'encarna el Logos Diví. Aquest sentit tindrà molts desenvolupaments a la mística medieval, així per Angelus Silesius la Rosa és símbol de l'ànima oberta a Déu:
La rosa és sense perquè. Floreix perquè floreix.
A ella mateixa, no presta atenció. No pregunta si se la mira.
El teu cor rebrà a Déu amb tots els seus beneficis,
Si t'obres a Ell com una rosa.
Però també simbolitza l'eternitat d'allò complert i perfecte:
La rosa que ara veu el teu ull exterior
Ha florit en Déu des de l'eternitat

Però sens dubte la significació més popular és la que vincula la Rosa a l'amor, ja que el contrast que presenta la dolcesa de la Rosa amb les seves fortes espines la fa molt adequada per simbolitzar la duplicitat de les passions humanes, amb la seva constant oscil·lació entre l'èxtasi i l'angoixa, entre el plaer i el dolor. “Els símbols tradicionals de l'amor són sempre símbols d'un estat encara escindit, però en mútua compenetració dels seus dos elements antagonistes, com el lingam de l'Índia, el símbol Yang-Yitt de la Xina, la mateixa creu formada pel pal vertical de l'eix del món i el travesser horitzontal de la manifestació, és a dir, símbols de conjunció, o bé expressen la meta final de l'amor veritable: la destrucció del dualisme, de la separació, la convergència en una combinació que, per se, origina el «centre» místic, el «mig invariable» dels filòsofs de l'Extrem Orient. La rosa, la flor de lotus, el cor, el punt irradiant són els símbols més universals d'aquest centre amagat, que no és un lloc, encara que s'imagini com a tal, sinó un estat, precisament produït, com dèiem, per l'aniquilació de la separació.”

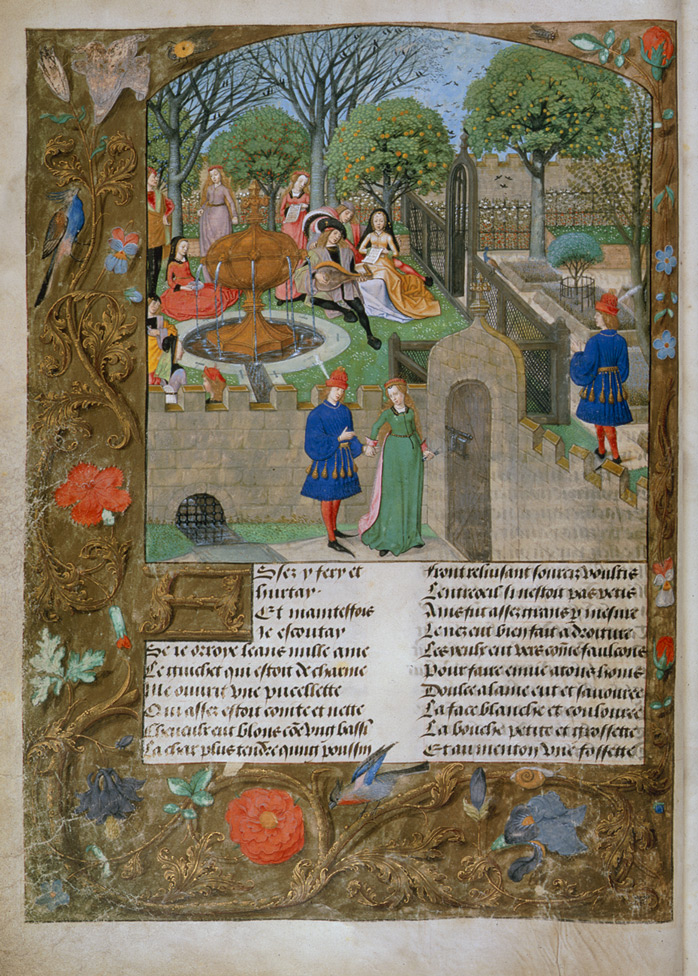
Illustration for "Roman de la Rose"

En la literatura cavalleresca medieval la cerca, per part del cavaller de la dona ideal, la donna Divinità, troba en la Rosa el seu símbol perfecte de l'amor, del do de l'amor i de l'amor pur. Així en la potser més popular novel·la dels segles xiii i xiv: el Roman de la Rose, el seu protagonista: Guillaume, és transportat a un jardí meravellós on aprendrà les regles de l'amor cortès: educació, discreció, cortesia, paciència, devoció i generositat, per assolir la dona dels seus somnis: la Rosa.
Però on podem trobar els sentits simbòlics esmentats de forma superlativa és a La Divina Comèdia de Dante, on de la mà de Beatriu, Dante arriba finalment al Paradís on es troba davant d'una rosa immensa, La Rosa Càndida, expressió de l'amor diví, on els pètals són les ànimes entronitzades dels fidels i al centre de la qual es troba la Verge Maria.
En forma, doncs, de càndida rosa
es mostrava la milícia santa,

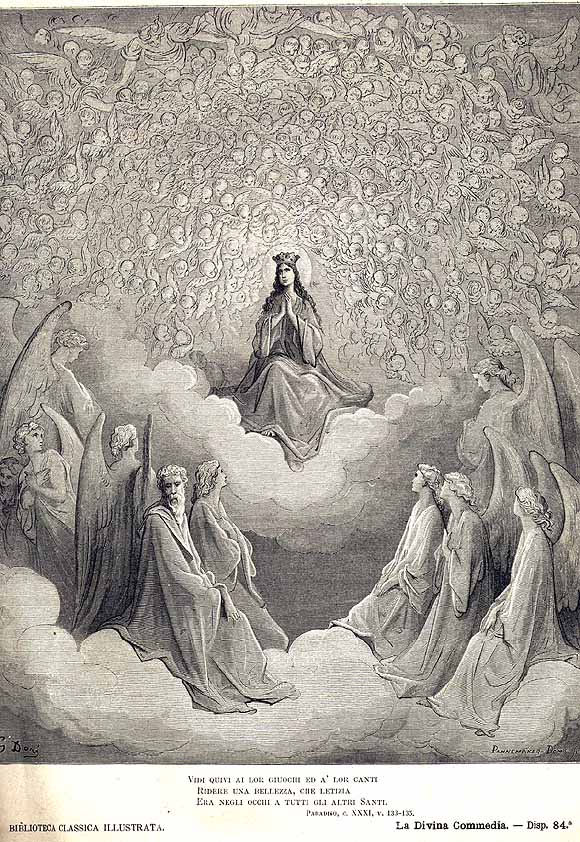
La Divina Comèdia. Paradís Cant 31. Gravat de Gustav Doré.

que en la seva sang Crist la va fer dona;
mes l'altra, que volant veu i canta
la glòria d'aquell que l'enamora
i la bondat que la va fer tanta,
com l'esquadra d'abelles a les flors
arriba i una vegada i una altra retorna
a on la seva tasca guanya en sabors,
descendia a la gran flor que s'orna
de fulles tantes, i d'allà de nou sortia
cap a on el seu amor sempre s'allotja.

Finalment, per intercessió de Maria, Dante, en companyia de Beatriu, pot contemplar directament Déu que se li mostra com la Rosa Celestial; una llum rodejada de cercles concèntrics d'àngels.

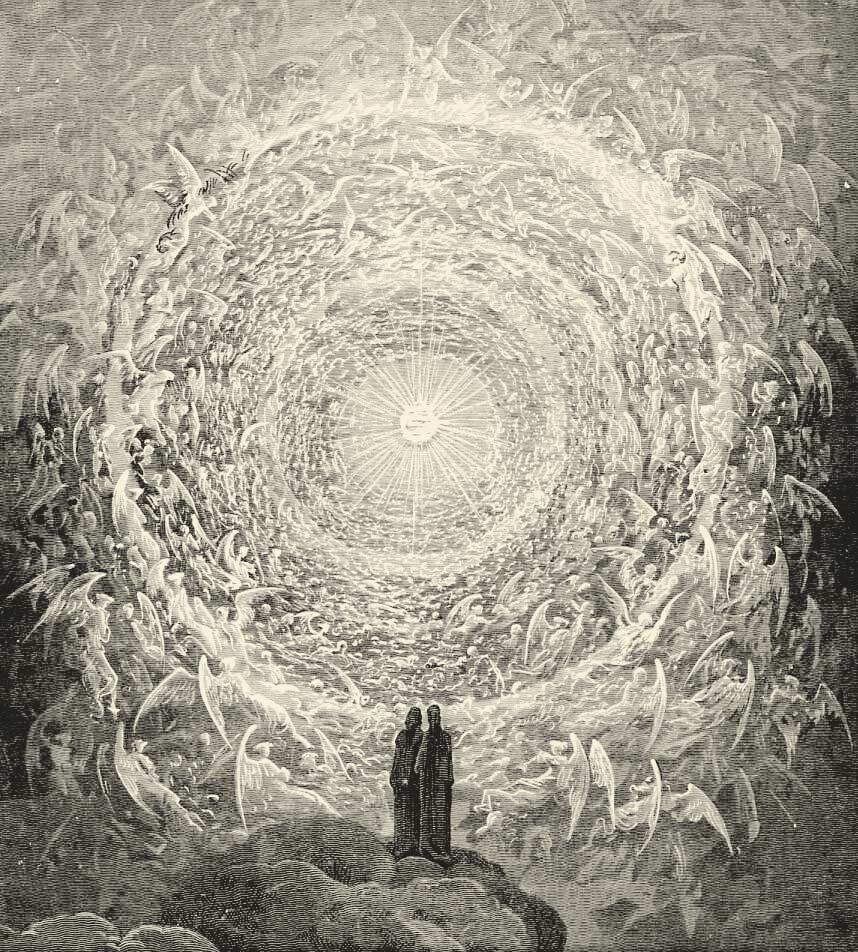
La Divina Comèdia. Paradís Cant 31. Gravat de Gustav Doré

Ja no n'hi havia prou amb les pròpies ales:
si no que la meva ment va ser ferida
d'un fulgor que li va omplir el seu anhel.
A l'alta fantasia aquí li van faltar forces;
però ja movia el meu desig i la meva voluntat,
com roda al seu torn moguda,
l'amor que mou el Sol i les estrelles.